# Đurinac (Svrljig)
Đurinac (em cirílico: Ђуринац) é uma vila da Sérvia localizada no município de Svrljig, pertencente ao distrito de Nišava, na região de Svrljig, Golak. A sua população era de 189 habitantes segundo o censo de 2011.

## Demografia
| 1948 | 1953 | 1961 | 1971 | 1981 | 1991 | 2002 | 2011 |
| ---- | ---- | ---- | ---- | ---- | ---- | ---- | ---- |
| 444  | 428  | 366  | 345  | 286  | 241  | 200  | 189  |